# El Mizaraa
El Mizaraa (o Meziraa) è un comune dell'Algeria, situato nella provincia di Biskra.